# Hastilina
Hastilina es un género de foraminífero bentónico considerado un sinónimo posterior de Rutherfordoides de la familia Fursenkoinidae, de la superfamilia Fursenkoinoidea, del suborden Buliminina y del orden Buliminida. Su especie tipo era Virgulina mexicana. Su rango cronoestratigráfico abarcaba el Holoceno.

## Discusión
Clasificaciones previas incluían Hastilina en el suborden Rotaliina del orden Rotaliida.

## Clasificación
Hastilina incluía a la siguiente especie:
- Hastilina mexicana